# Bulbophyllum imerinense
Bulbophyllum imerinense är en orkidéart som beskrevs av Rudolf Schlechter. Bulbophyllum imerinense ingår i släktet Bulbophyllum och familjen orkidéer. Inga underarter finns listade i Catalogue of Life.